# Pasecký Žleb
Pasecký Žleb (deutsch Passekgrund) ist ein Ortsteil der Gemeinde Paseka in Tschechien. Er liegt zehn Kilometer nordöstlich von Uničov und gehört zum Okres Olomouc.

## Geographie
Pasecký Žleb befindet sich in den Wäldern im Westen des Niederen Gesenkes. Die kleine Ansiedlung liegt im Tal des Flüsschens Teplička (Trankbach). Nordöstlich erhebt sich die Lícha (600 m), im Südosten der Červený kopec (642 m), südlich die Vysoká Roudná (660 m) und der Zvon (592 m) sowie im Nordwesten der Karlovský vrch (621 m).
Nachbarorte sind Karlov und Křížov im Norden, Huzová und Dolní Mlýn im Nordosten, Mutkov im Osten, Dalov, Horní Žleb und Chabičov im Südosten, Řídeč und Komárov im Süden, Rybníček und Paseka im Südwesten, Sanatorium im Westen sowie Horní Dlouhá Loučka und Valšův Důl im Nordwesten.

## Geschichte
Zu Beginn des 18. Jahrhunderts entstand auf den zum Lehngut Deutschhause gehörigen Wäldern im Grund des Trankbaches eine kleine Ansiedlung, die seit 1716 als Passeker Grund nachweislich ist. die Matriken wurden seit 1731 in Passek geführt, wo auch unterrichtet wurde. Ab 1771 wurde der Ort als Passekgrund bzw. Grunta bezeichnet. Im Jahre 1834 lebten in den sechs Häusern des Ortes 35 Personen. Seit 1839 fand der tschechische Name Pasecký Grunt Verwendung.
Bis zur Mitte des 19. Jahrhunderts blieb Passekgrund immer dem an die Herrschaft Eulenberg angeschlossenen Lehngut Deutschhause untertänig.
Nach der Aufhebung der Patrimonialherrschaften bildete Passekgrund/Pasecký Grunt ab 1850 einen Ortsteil der Gemeinde Mauzendorf in der Bezirkshauptmannschaft und dem Gerichtsbezirk Sternberg. Als tschechischer Name wurde ab 1869 Paseky und seit 1893 Pasecký Žleb verwendet. Im Jahre 1900 lebten in dem kleinen Ausflugsort 39 Menschen. Nach dem Münchner Abkommen wurde der Ort am 10. Oktober 1938 als Teil von Mauzendorf an das Deutsche Reich angegliedert und gehörte bis 1945 zum Landkreis Sternberg. Nach Kriegsende kam Pasecký Žleb wieder zur Tschechoslowakei zurück und die deutsche Bevölkerung wurde vertrieben. 1959 erfolgte die Umgemeindung nach Paseka. Im Jahre 1991 hatte Pasecký Žleb 14 Einwohner. Beim Zensus von 2001 lebten in den sieben Häusern 18 Personen.

## Ortsgliederung
Pasecký Žleb ist Teil der Gemarkung Paseka u Šternberka.